# Seltsé
Seltsé é uma vila localizada no município de Štip, na República da Macedônia do Norte.

De acordo com o census de 2002, a vila possuía um total de 169 habitantes.